# Véronique Brocard
Véronique Brocard est une journaliste française née le 9 juin 1955. Elle a travaillé pour de nombreux titres majeurs de la presse française dont Libération et Télérama.

## Biographie
Véronique Brocard entame sa carrière comme pigiste à la fin des années 1970, elle intègre ensuite plusieurs rédactions nationales.
Après deux ans passés au Quotidien de Paris, relancé par Philippe Tesson, le 27 novembre 1979 et le quitte pour rejoindre Libération. De 1981 à 1995, elle est journaliste au service société, spécialiste des questions de police-justice et de terrorisme.
Elle travaille ensuite à Info Matin lancé par André Rousselet dans la deuxième partie des années 1990. Puis en 1996, elle intègre la rédaction de Télérama. Grand reporter, puis responsable du service radio et enfin rédactrice en chef adjointe, elle réalise de grandes enquêtes sur la justice ordinaire, les mineurs en prison, le droit à l'image ou encore le Front National. Elle rédige également de nombreux portraits d'écrivains et réalise des reportages en Afrique du Sud, Namibie et Argentine.
En 2008, elle est élue Présidente de la SCPVC (Société Civile des publications de la vie Catholique) qui regroupe les Personnels de Télérama, La Vie, Courrier International. À ce titre, elle siège, entre 2008 et 2011, au Conseil de Surveillance du groupe Le Monde avec lequel elle représente les intérêts des actionnaires internes. C’est pendant son mandat que le groupe Le Monde est vendu à Xavier Niel, Pierre Bergé, Matthieu Pigasse.
Depuis 2011, elle est journaliste indépendante. Elle poursuit son travail d'enquête sur le monde judiciaire, la prison et le monde du travail.
En février 2016, avec Catherine Portevin, elle lance un nouveau média d’idées, Les Archives du Présent, plateforme web de grands entretiens en formats texte, audio et vidéo. Le site n’existe plus, mais les entretiens sont visibles sur la chaine Youtube des Archives du Présent.
Elle est membre de l’APJ, Association de la presse judiciaire.
Parallèlement à son activité de journaliste, elle a été chargée de cours au CFPJ (Centre de Formation Professionnelle des Journalistes) et intervenante auprès d'éducateurs de la PJJ (Protection Judiciaire de la Jeunesse)